# Luigi Grande
Luigi Grande (Acireale, 13 maggio 1921 – Cremona, 25 agosto 1995) è stato uno scrittore e magistrato italiano.

## Biografia
Nato ad Acireale nel 1921, consegue la maturità classica a Catania nel 1938. Nel 1941  viene chiamato alle armi nel Nord Italia, ma riesce a continuare gli studi durante le licenze, conseguendo la laurea in scienze politiche a Catania nel 1943.  Nel 1945 inizia la professione di cancelliere ad Acireale, proseguendola dal 1946 a Crema. Nel 1946 si laurea in lettere a Milano  e nel 1949 in giurisprudenza.
Superato il concorso in magistratura, viene assegnato nel 1953 al Tribunale di Cremona, dove nel 1955 stabilisce definitivamente la sua residenza. In quegli anni inizia la sua produzione letteraria e saggistica con la pubblicazione di articoli, racconti, saggi su quotidiani e periodici (tra i quali "Il Giorno", "L'Arena", "Il Ponte" di Piero Calamandrei e "Il Mondo" di Mario Pannunzio).
La sua carriera di magistrato, iniziata come giudice istruttore presso il Tribunale di Cremona, prosegue come dirigente della Pretura di Cremona e si conclude con il collocamento a riposo nel 1979, con il titolo di Presidente di Cassazione.
Lasciata la magistratura, intensifica la sua  collaborazione con varie associazioni culturali e di volontariato e si dedica in modo più costante  alla produzione letteraria e saggistica, iniziata già negli anni della giovinezza, pubblicando romanzi, saggi, un testo teatrale e una raccolta di poesie quasi sempre ispirati alla sua esperienza di giudice.
Muore improvvisamente  a Cremona il 25 agosto 1995.

## Scritti

### Narrativa
- Diritto all'ozio, Milano, Intelisano, 1956.
- L'onore, Milano, Todariana, 1969.
- L'incoerenza, Milano, Pan, 1975.
- Disatomic Community, Milano, Todariana, 1984.
- Un edificio incrollabile,  Roma, Ellemme, 1990.

### Saggistica
- Dall'Europa un nuovo galateo fra stati, Milano, Pan, 1982.
- Gli sbagli di Vostro Onore, Milano, Eura Press, 1988.
- Eros alla sbarra, Firenze, Vallecchi, 1992.
- Buon governo: speranza o utopia? Roma, Serarcangeli, 1994.

### Poesia
- Diritto positivo e storto effettivo, Milano, Todariana, 1983.

### Teatro
- Il broglio, Milano, Todariana, 1972.

## Premi
- Premio Stradanova di Venezia nel 1960, per il racconto I piedi di carta.